# 452 př. n. l.

## Hlava státu
- Perská říše – Artaxerxés I.  (465 – 424 př. n. l.)
- Egypt – Artaxerxés I.  (465 – 424 př. n. l.)
- Sparta – Pleistoanax  (458 – 409 př. n. l.) a Archidámos II.  (469 – 427 př. n. l.)
- Athény – Lysicrates  (453 – 452 př. n. l.) » Chaerephanes  (452 – 451 př. n. l.)
- Makedonie – Alketás II.  (454 – 448 př. n. l.)
- Epirus – Admetus  (470 – 430 př. n. l.)
- Odryská Thrácie – Teres I.  (460 – 445 př. n. l.)
- Římská republika – konzulé T. Menenius Lanatus a P. Sestius Capitolinus Vaticanus (452 př. n. l.)
- Kartágo – Hanno II.  (480 – 440 př. n. l.)